# Consolida tomentosa
Consolida tomentosa là một loài thực vật có hoa trong họ Mao lương. Loài này được (Aucher ex Boiss.) Schrödinger mô tả khoa học đầu tiên năm 1909.